# Річард Арлен
Річард Арлен (англ. Richard Arlen, справжнє ім'я Сильван Річард ван Меттімор (англ. Sylvanus Richard Van Mattimore; 1 вересня 1899 — 28 квітня 1976) — американський актор кіно і телебачення.

## Біографія
Річард Арлен народився в Сент-Пол, штат Міннесота, навчався в університеті Пенсільванії. Під час Першої світової війни служив пілотом в Королівських ВПС. Після закінчення війни він працював в Спортивному клубі Святого Паула (англ. St. Paul's Athletic Club). Потім він відправився на родовища Техасу і Оклахоми, де знайшов роботу як помічник. Після цього він був кур'єром у редактора спортивної газети, потім Річард відправиться в Лос-Анджелес, в надії зніматися в кіно, проте продюсери не хотіли брати його в свої фільми. Він якраз працював кур'єром в Paramount Pictures, коли зламав ногу за лаштунками про мотоцикл. Співчуваючий режисер дав йому невелику можливість почати кар'єру в кінематографі. Спочатку він знімався в німих фільмах, а потім плавно перейшов в звукові. Його перша помітна роль була у фільмі «Глибока помста» (1923).
Під час Другої світової війни, але залишив свою кар'єру в Голлівуді, щоб викладати в Армії повітряних сил Сполучених Штатів.
Найвідомішою роллю Арлена, стала роль в оскароносного фільму «Крила» в якому так само знялися Клара Боу, Чарльз Роджерс, Гері Купер, Ель Брендель і Джобіна Ролстон, на якій він одружився в 1927 році. Він був одним з найвідоміших жителів Толука Лейк в Каліфорнії.
У 1950-х і початку 1960-х Арлен був активний на телебаченні. Він був запрошеною зіркою, і з'явився в серіалах Театр 90, Лист до Лоретті, 20-е століття Фокс, а також в трьох епізодах серіалу про священнослужителів Перехрестя.
Арлен так само знімався в вестренах, таких як Судовий виконавець, Відомі, Бет Мастерсон, Розшукується живим або мертвим, Караван возів і Янсі Деррінджер, а також в пригодницьких мелодрамах Трос, Птахи Уірлі, Перрі Мейсон, Нова порода, Коронадо 9, Майкл Шейн.

## Особисте життя і смерть
Річард Арлен був тричі одружений. Його першою дружиною була Рут Остін, другою стала актриса Джобіна Ролстон, в цьому шлюбі у них народилася дитина, але він тривав з 1927 по 1946. Його останньою дружиною стала Маргарет Кінселла їх шлюб тривав до самої його смерті.
Арлен помер від емфіземи в 1976 році. Був похований на католицькому цвинтарі Святого Хреста у Калвер-Сіті (Каліфорнія).

## Пам'ять
За свої досягнення в області кіноіндустрії Арлен удостоєний Зірки за номером 6753 на Голлівудській «Алеї слави», що знаходиться на Голлівудському бульварі.

## Вибрана фільмографія
- 1928 — Жебраки життя
- 1929 — Громобій / Thunderbolt
- 1930 — Небезпечний рай
- 1931 — Таємниця юриста
- 1932 — Острів втрачених душ
- 1944 — Буря над Лісабоном
- 1956 — Гора / (The Mountain) — Рівіел
- 1964 — Найкращий чоловік